# Andrea Mano
Andrea Mano (ur. 1 września 1919 w Tiranie, zm. 11 czerwca 2000 tamże) – albański rzeźbiarz.

## Życiorys
W 1938 ukończył naukę w Szkole Technicznej Harry'ego Fultza w Tiranie w klasie plastycznej. W 1939 rozpoczął studia w Akademii Sztuk Pięknych w Rzymie, pod kierunkiem Angelo Zanelliego. W 1942 przerwał studia i powrócił do kraju. Po zakończeniu wojny otrzymał stypendium państwowe i kontynuował studia w Akademii Sztuk Pięknych w Zagrzebiu. Po zerwaniu stosunków albańsko-jugosłowiańskich w 1948 powrócił do kraju, a rok później wyjechał na studia do Akademii Sztuk Pięknych w Leningradzie, gdzie kształcił się pod kierunkiem znanego rzeźbiarza Wsiewołoda Liszewa. Ukończył studia w 1954, a jego praca dyplomowa przedstawiała grupę albańskich partyzantów. W 1954 powrócił do Albanii, gdzie prowadził zajęcia dla uczniów szkoły artystycznej Jordan Misja w Tiranie. W latach 1970–1982 prowadził zajęcia z zakresu rzeźby monumentalnej ze studentami Akademii Sztuk Pięknych w Tiranie.

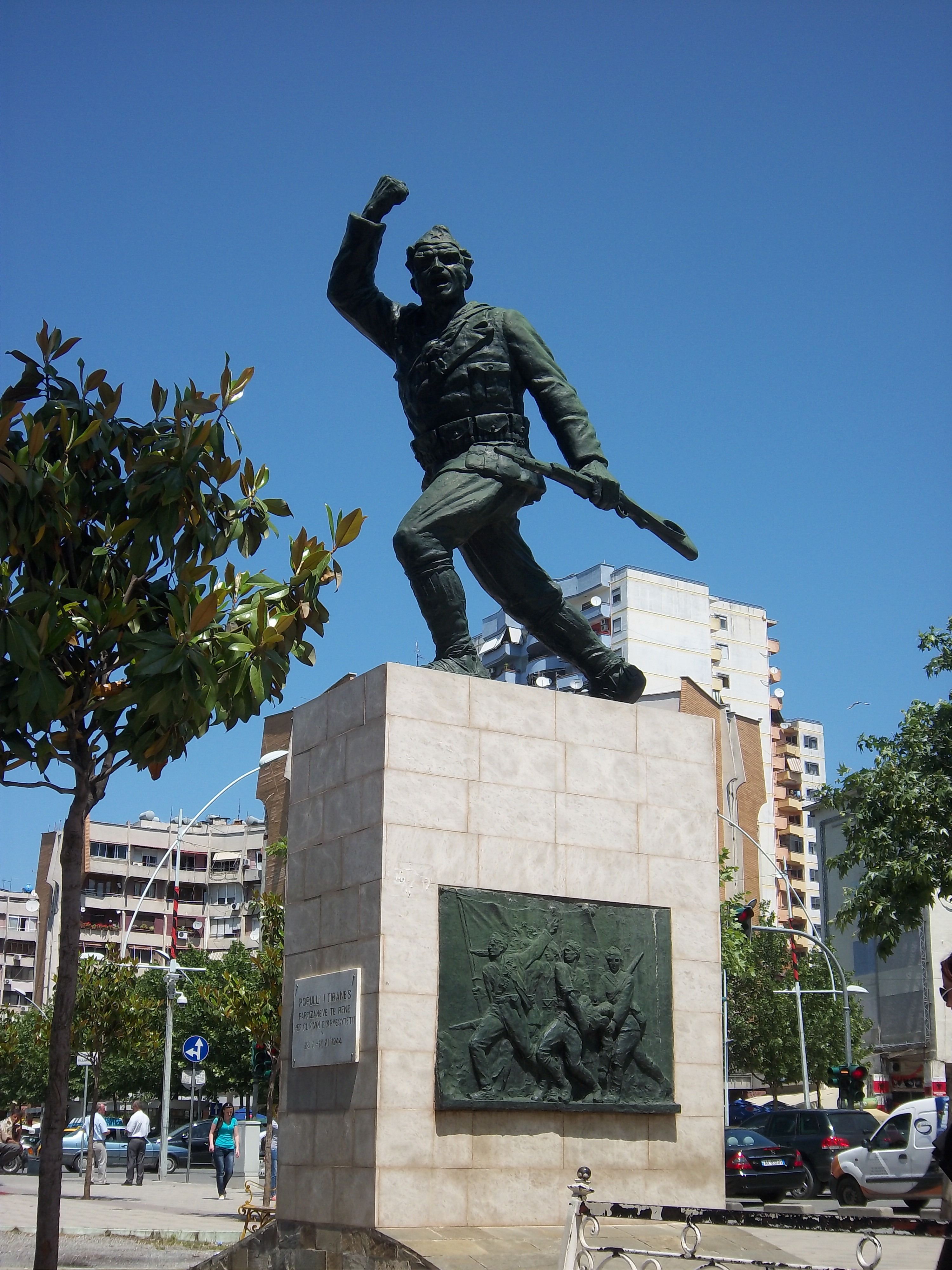
Pomnik Nieznanego Partyzanta w Tiranie

## Twórczość
Tworzył w większości rzeźby o tematyce historycznej. W centrum Tirany stoi najbardziej znany pomnik Mano Partizani te panjohur (Nieznany partyzant). Był także współtwórcą pomnika Skanderbega stojącego w Tiranie przy placu o takiej samej nazwie (wspólnie z Janaqiem Paco i Odhise Paskalim). W centrum Rrëshenu stała rzeźba Kater Heroinat e Mirdites (Cztery bohaterki Mirdytów), niezachowana do dziś. Rzeźbił także postacie robotników i popiersia postaci historycznych (Migjeni, Myslym Peza, Aleksander Xhuvani). W 1989 zaprzestał działalności twórczej. 
Imię artysty nosi jedna z ulic w Tiranie (dzielnica Allias).